# Таванг (округ)
Таванг (англ. Tawang) — округ на крайнем западе индийского штата Аруначал-Прадеш. Своё название округ получил от буддийского монастыря Таванг-гомпа. Образован в 1984 году из части территории округа Западный Каменг. Административный центр — город Таванг. Площадь округа — 2085 км².
На западе округ граничит с Бутаном, на севере — с Тибетом, на юге — с округом Западный Каменг. По данным всеиндийской переписи 2001 года население округа составляло 38 924 человек. Уровень грамотности взрослого населения составлял 47,3 %, что ниже среднеиндийского уровня (59,5 %). Доля городского населения составляла 21,5 %.
Округ состоит из 196 деревень. Карта округа опубликована на официальной странице  (недоступная ссылка).
Через бутанскую границу имеются переходы и дороги в сторону Трашиянгце и монастыря Гом-кора.
В округе много буддийских монастырей и святых мест, самый знаменитый из них — Таванг-гомпа. Известен также монастырь Таванг-Такцанг, где останавливался Падмасамбхава.

## Политическое значение
Ранее Таванг входил в Тибет. В 1914 году англичане определили линию Мак-Магона для разграничения Индии и Тибета, которая была принята во время переговоров в Симла. 15 февраля 1951 в Таванге индийские власти создали административный центр. Были организованы выборы и созданы органы местного управления для народа монпа.
В 1962 году Китай начал пограничную войну с Индией, в ходе которой занял Таванг. Однако после одностороннего прекращения войны со стороны китайцев индийские власти снова вернулись в Таванг, китайские войска удерживали район полгода.
Китай продолжает выражать протесты по поводу господства Индии на этой территории.
В 2009 году тема Таванга вновь поднималась при встрече премьер-министров Индии и Китая в Таиланде.